# Ole Bang (direktør)
 Der er flere personer med dette navn, se Oluf Bang.
Ole Bang (født 3. december 1932 på Frederiksberg) arbejdede med ulands- og flygtningehjælp og var til sidst direktør i Kræftens Bekæmpelse 1981-1994.
Ole Bang tog studentereksamen på Metropolitanskolen i 1951 og blev cand.merc. i 1957.
1956-58 var han fuldmægtig i Mellemfolkeligt Samvirke, 1958-60 kontorchef i Dansk Røde Kors, 1960-65 generalsekretær i Dansk Flygtningehjælp, 1965-68 næstformand for Fællesrådet for Sydafrika, 1966-68 vicepræsident for The International Defense and Aid Fund for Southern Africa, 1967-70 medlem af UNESCOs danske nationalkommission, 1967-756 formand for Mellemfolkeligt Samvirke og fra 1967 medlem af ulandsrådet.
1980-82 var han formand for regeringens udvalg vedr. pricipperne for den danske bistand til udviklingslandene, også kaldt Ole Bang-udvalget.
Samtidig med slutstillingen som direktør i Kræftens Bekæmpelse var Ole Bang bestyrelsesformand for Elsparefonden.
Som kuriositet kan nævnes, at Ole Bangs farfar var lektor Valdemar Bang på Metropolitanskolen, der blev berømt som den berygtede latinlærer, lektor C. Blomme i Hans Scherfigs roman Det forsømte forår, der i 1993 blev filmatiseret med Frits Helmuth i hovedrollen som lektor Blomme.